# Jołcza (stacja kolejowa)
Jołcza (biał. Ёлча, ros. Иолча, ukr. Йолча) – stacja kolejowa w miejscowości Nowaja Jołcza, w rejonie brahińskim, w obwodzie homelskim, na Białorusi. Leży na linii Czernihów - Semychody (Czarnobylska Elektrownia Jądrowa). Jest to jedyna stacja kolejowa tej linii położona na Białorusi. Zarządzana jest przez Koleje Ukraińskie.